# Æthelstan A
Vous lisez un « bon article » labellisé en 2023.
Pour les articles homonymes, voir Æthelstan (homonymie).

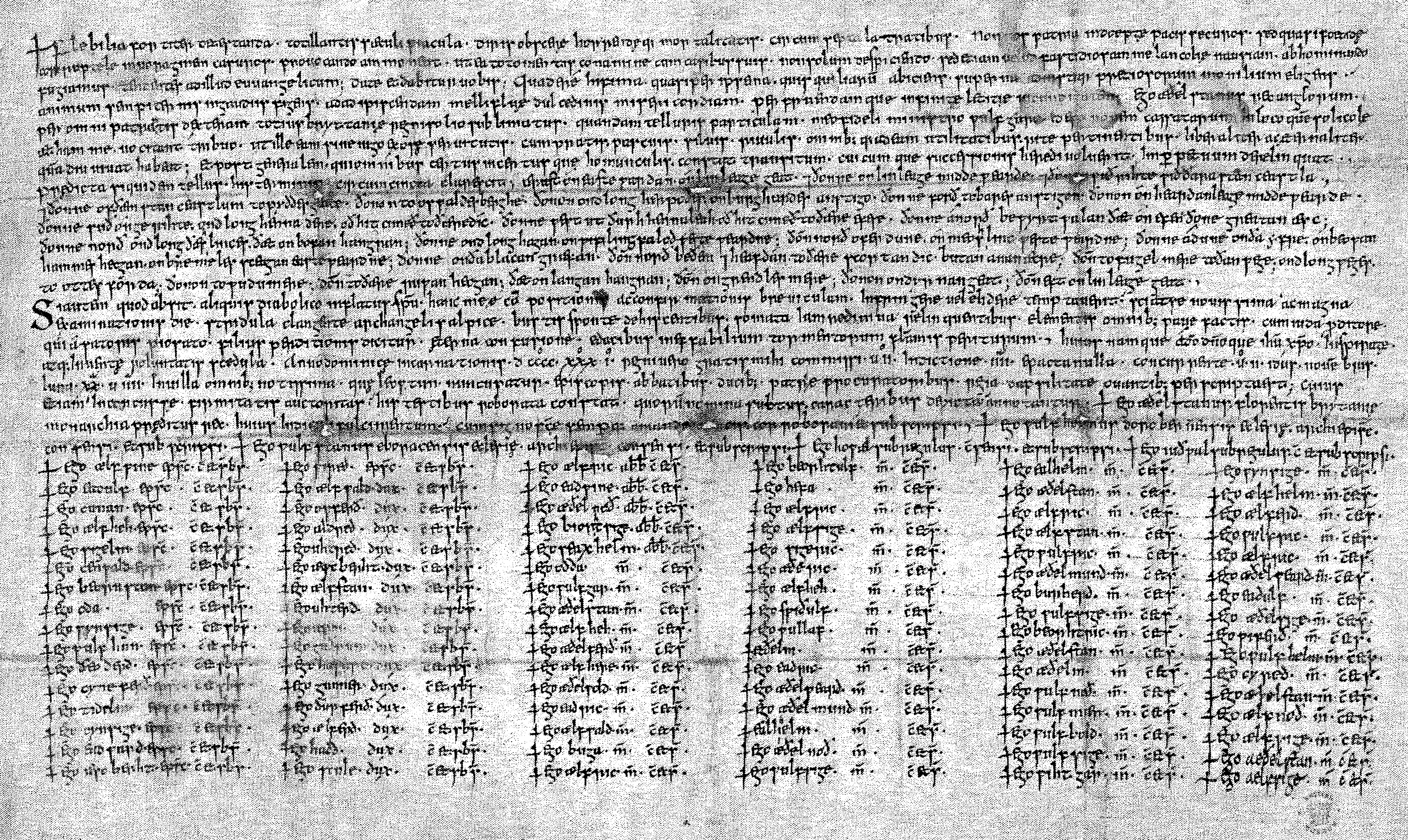
La charte S 416, rédigée par Æthelstan A en 931, enregistre une donation du roi Æthelstan à son serviteur Wulfgar d'un terrain à Ham, dans le Wiltshire. C'est l'une des deux chartes d'Æthelstan A dont l'original subsiste.

Æthelstan A est un scribe anglo-saxon responsable de l'établissement des chartes du roi d'Angleterre Æthelstan entre 928 et 935. Son identité est inconnue ; « Æthelstan A » est le nom qui lui est conventionnellement donné par les historiens modernes.
Vingt chartes rédigées par Æthelstan A ont été conservées. Elles enregistrent des dons de terres faits par le roi Æthelstan à divers bénéficiaires, laïcs ou ecclésiastiques. Les chartes d'Æthelstan A sont des documents précieux pour les historiens, car elles comportent des informations que les autres chartes de cette époque ne fournissent pas, notamment la date et le lieu de leur rédaction. Elles présentent également des listes de témoins beaucoup plus longues qu'à l'accoutumée, qui comprennent des rois du pays de Galles, d'Écosse et de Strathclyde. Æthelstan y est titré « roi des Anglais », voire « roi de toute la Bretagne », ce qui reflète la grandeur dont souhaite se parer le souverain.
Les chartes d'Æthelstan A se distinguent également par l'emploi du « style herméneutique », une forme de latin particulièrement élaborée. Après 935, date de la dernière charte connue d'Æthelstan A, ce style cesse d'être employé au profit d'une langue plus simple, ce qui suggère qu'il travaillait seul et non au sein d'un scriptorium royal. Le style herméneutique connaît un regain de faveur à partir des années 960 et caractérise le mouvement de réforme bénédictine de la fin du Xe siècle.

## Contexte
La qualité de la prose latine produite en Angleterre décline après la mort de Bède le Vénérable, en 735. Elle est au plus bas au IXe siècle, période durant laquelle les chartes et livres sont rares et de mauvaise qualité. Le roi Alfred le Grand, grand-père du roi Æthelstan, lance un vaste programme de renouveau culturel qui porte ses fruits : à partir des années 890, la qualité du latin employé dans les chartes s'améliore sensiblement. Peu de chartes subsistent des règnes d'Alfred (871-899) et de son fils Édouard l'Ancien (899-924). On n'en connaît même aucune pour la période 909-925,. Celles qui subsistent sont de simples documents légaux, et les premières chartes du règne d'Æthelstan s'inscrivent dans leur continuité,.
Les diplômes royaux de la période anglo-saxonne tardive (vers 900-1066) se caractérisent par une plus grande uniformité en termes de circonstances de création. L'historien Simon Keynes les décrit comme « la trace formelle et symbolique, rédigée en latin, du moment où le roi, agissant dans le cadre d'une assemblée royale et avec le consentement des ordres ecclésiastique et séculier, crée un domaine de bookland en un endroit donné et le confie à un bénéficiaire nommé selon des termes définis par le book, c'est-à-dire le diplôme ».

## Identité

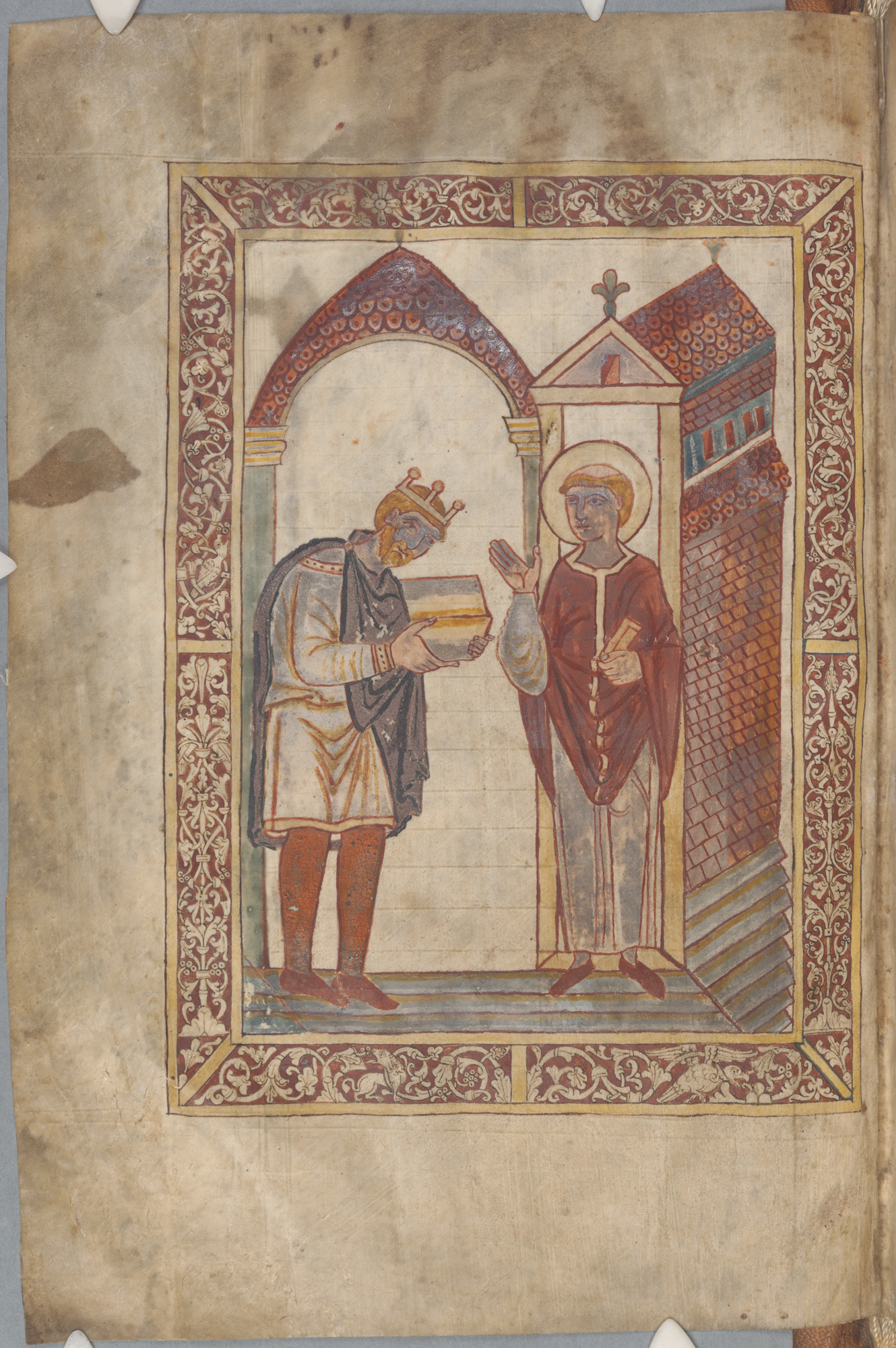
Æthelstan présente un livre à saint Cuthbert. Cette enluminure d'un évangéliaire offert par le roi au sanctuaire de Cuthbert à Chester-le-Street est le plus ancien portrait connu d'un roi anglais.

La fin du XIXe siècle et le début du XXe siècle voient les historiens débattre de l'origine des chartes de la période anglo-saxonne tardives : sont-elles produites par une chancellerie royale, ou bien dans des monastères au nom des bénéficiaires ? Dans les années 1910, l'historien W. H. Stevenson argumente en faveur de la première hypothèse dans la mesure où des chartes concernant différentes parties de l'Angleterre sont rédigées par le même scribe, ce qui suggère qu'elles n'ont pas été produites localement, mais plutôt par des clercs royaux. En 1935, l'Allemand Richard Drögereit (de) étudie les chartes originales de la période 931-963 et identifie trois scribes d'après leur écriture. Il les baptise « Æthelstan A », « Æthelstan C » et « Edmund C ». Pour les chartes qui ne sont connues que par des copies ultérieures, il s'appuie sur le style pour les attribuer à ces scribes et à d'autres,. En 2002, Simon Keynes dénombre vingt chartes d'Æthelstan A, deux originales et dix-huit copies.
Les parties en vieil anglais des chartes d'Æthelstan A sont rédigées dans une langue correcte, ce qui suggère qu'il n'est pas d'origine étrangère. Dans les listes de témoins, il place systématiquement l'évêque de Lichfield Ælfwine plus haut que son rang ne le justifierait. Cette particularité constitue un indice important pour identifier le scribe. Pour l'historienne Sarah Foot, il pourrait s'agir d'Ælfwine lui-même : ce dernier disparaît des listes de témoins au moment où Æthelstan A cesse de les rédiger. Keynes considère qu'il est plus vraisemblable que le scribe soit simplement originaire de Mercie, et qu'il ait reçu son éducation dans un établissement religieux mercien avant d'entrer au service d'Æthelstan. Son respect pour Ælfwine serait simplement celui d'un compatriote,. Une origine mercienne est également vraisemblable pour David Woodman, qui souligne que les emprunts à Aldhelm courants chez Æthelstan A se retrouvent également dans des chartes merciennes du IXe siècle. Il propose néanmoins une théorie alternative associant le scribe à l'abbaye de Glastonbury, dans le Wessex. Cet important centre du savoir abrite certainement à l'époque des copies des textes ayant inspiré le style de latin particulier d'Æthelstan A.

## Importance
Jusqu'en 928, les chartes sont produites tantôt par des prêtres au service du roi, tantôt par d'autres prêtres pour le compte des bénéficiaires. De 928 à 934, la production des chartes est intégralement assurée par Æthelstan A. Le roi bénéficie ainsi d'un degré de contrôle inédit jusqu'alors dans ce domaine important de ses fonctions. Au cours de l'année 935, d'autres scribes contribuent aux côtés d'Æthelstan A, qui semble ensuite avoir pris sa retraite,.
La première charte d'Æthelstan A donne au roi le titre de rex Anglorum, « roi des Anglais ». Il s'agit de la toute première utilisation de ce titre, à l'exception possible d'une charte de 925, dans laquelle ce titre a peut-être été ajouté a posteriori. En 931, ce titre est devenu le grandiloquent « roi des Anglais, élevé par la main droite du Tout-Puissant au trône du royaume tout entier de Bretagne ». Certaines chartes ont pour témoins des rois gallois, et plus occasionnellement des rois d'Écosse ou du Strathclyde, qui reconnaissent ainsi la suzeraineté d'Æthelstan. Simon Keynes considère que ce n'est pas une coïncidence si ces chartes apparaissent immédiatement après la conquête de la Northumbrie, en 927. Pour lui, l'objectif principal d'Æthelstan A est d'illustrer la grandeur de la monarchie anglaise. Sarah Foot estime que les plus proches conseillers d'Æthelstan ont rapidement dû saisir l'occasion de glorifier l'image du roi.

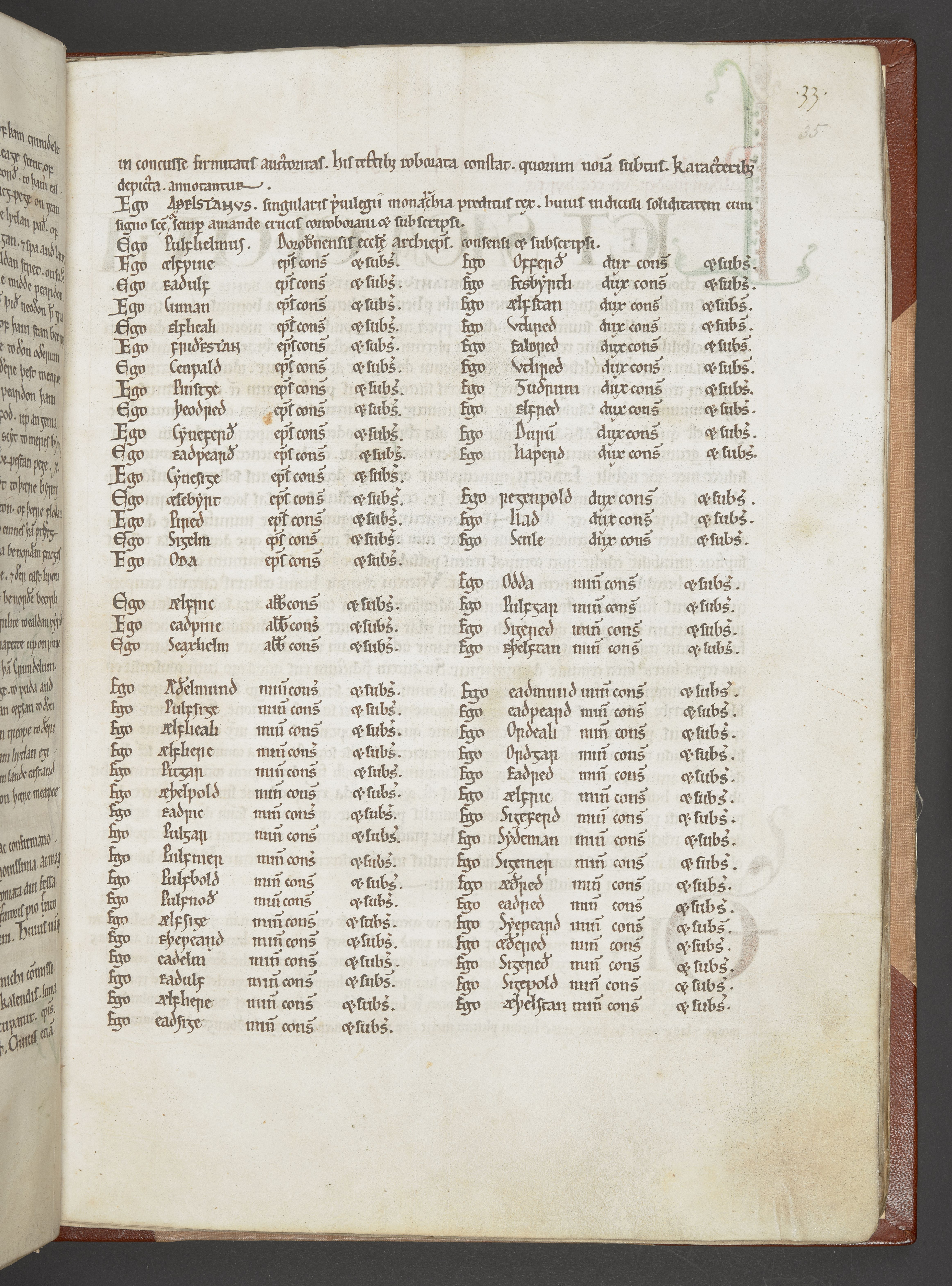
La liste des témoins de la charte S 412 occupe une page entière du Codex Wintoniensis, cartulaire dressé au XIIe siècle qui comprend des copies de plusieurs diplômes d'Æthelstan A.

Les chartes d'Æthelstan A présentent des listes de témoins exceptionnellement longues. Alors que la plus longue du règne d'Alfred ne comprend que 19 noms, une donation de 931 compte pas moins de 101 témoins, et une autre de 934 en compte 92. D'après John Maddicott (en), cette évolution reflète le développement de nouvelles assemblées royales, auxquelles assistent davantage de grands du royaume qu'auparavant. Ce développement correspond à l'apparition d'une nouvelle méthode de rédaction des chartes, qui voit un scribe unique accompagner le souverain d'assemblée en assemblée et dresser des documents de manière uniforme. Contrairement aux annalistes francs, qui indiquent souvent où se trouve le roi à Noël et à Pâques, les chroniqueurs anglo-saxons ne documentent habituellement pas les déplacements de leurs souverains. La seule fourchette où il est possible de retracer partiellement l'itinéraire d'un roi anglais des Xe et XIe siècles est celle des chartes d'Æthelstan A, entre 928 et 935,.

## Style littéraire
Les chartes d'Æthelstan A se caractérisent par un style très élaboré dans leurs parties rédigées en latin, c'est-à-dire le proème (qui introduit la charte) et l'anathème (qui décrit les menaces auxquelles s'expose quiconque violerait ses termes). Il emploie un vocabulaire recherché, avec des néologismes et des emprunts au grec, et il a également recours à de nombreuses figures de style au fil de phrases particulièrement longues. Lors de leur lecture publique aux assemblées royales, il est probable que la quasi-totalité des individus présents ait été incapable de les comprendre. La charte S 416 de 931 présente l'anathème suivant :

« Si, à Dieu ne plaise, quiconque gonflé d'un esprit diabolique était tenté de diminuer ou d'annuler ce bref document de mon arrangement et confirmation, qu'il sache qu'au moment du grand et dernier jour du jugement, quand sonnera la trompette stridente de l'archange, quand les tombes s'ouvriront pour laisser sortir les corps ressuscités, quand tous les éléments trembleront, avec le traître Judas, qui est appelé « fils de la perdition » par le Rejeton miséricordieux du Semeur, il périra dans la confusion éternelle au cœur des flammes dévorantes des tourments indicibles. »

Ce langage extravagant, appelé « style herméneutique » par les historiens modernes, reflète l'influence des écrits d'Aldhelm de Sherborne et notamment de son De virginitate. Il s'inspire également des écrits des moines irlandais contemporains d'Aldhelm, rapportés à la cour d'Æthelstan par des érudits d'Europe continentale comme Israël le Grammairien,.
Les historiens modernes sont partagés quant aux mérites littéraires d'Æthelstan A. Michael Lapidge estime son style « prétentieux » tandis que Mechtild Gretsch trouve ses chartes « quasiment incompréhensibles ». À l'inverse, Drögereit souligne la « saveur poétique » de ses écrits et Woodman n'hésite pas à parler de « génie » à son sujet.

## Liste des chartes d'Æthelstan A
Les chartes considérées comme authentiques et attribuées à Æthelstan A par les historiens modernes sont les suivantes, :
| Date | Numéro Sawyer | Lieu                    | Résumé |
| --- | ------------- | ----------------------- | --- |
| 16 avril 928 | S 400         | Exeter                  | Don au minister Byrhtferth de 12 hides à Odstock, dans le Wiltshire. |
| 16 avril 928 | S 399         | Exeter                  | Don à Ælfflæd de 20 hides à Winterburna. |
| 3 avril 930 | S 403         | Lyminster               | Don à Beornheah (évêque de Selsey) de 4 hides à Medmerry, de bois à Earnley et d'une prairie près de Chichester, dans le Sussex. L'évêque s'engage en retour à chanter des psaumes pour le roi. |
| 29 avril 930 | S 405         | Chippenham              | Don à Eadwulf (évêque de Crediton) de 3 hides à Sandford, dans le Devon. |
| 23 mars 931 | S 412         | Colchester              | Don à l'abbé Ælfric de 19 hides à Ecchinswell, dans le Hampshire. |
| 20 juin 931 | S 413         | Kings Worthy            | Don au minister Ælfric de 20 hides à Watchfield, dans le Berkshire. |
| 15 juillet 931 | S 1604        | East Wellow             | Don de terres à Bultheswrthe. |
| 12 novembre 931 | S 416 (o)     | Lifton                  | Don au minister Wulfgar de 9 hides à Ham, dans le Wiltshire. |
| 30 août 932 | S 417         | Milton (Regis ou Abbas) | Don au minister Æthelgeard (ou Æthelweard) de 12 hides à West Meon, dans le Hampshire. |
| 9 novembre 932 | S 418a        | Exeter                  | Don à l'abbé Beorhtsige de 10 hides à Bowers Gifford, dans l'Essex. |
| 24 décembre 932 | S 418         | Amesbury                | Don au minister Alfred de 12 hides à North Stoneham, dans le Hampshire. Le bénéficiaire s'engage en échange à nourrir tous les jours 120 pauvres.                                               |
| 24 décembre 932 | S 419         | Amesbury                | Don à l'abbaye de Shaftesbury de 11,5 hides à Fontmell Magna, dans le Dorset. Les religieuses s'engagent en échange à prier chaque jour pour le roi.                                            |
| 11 janvier 933 | S 379         | Wilton                  | Don au minister Wulfgar de 10 hides à Collingbourne Kingston, dans le Wiltshire. Le bénéficiaire doit en échange nourrir dix pauvres tous les 1er novembre.                                     |
| 26 janvier 933 | S 422         | Chippenham              | Don à l'abbaye de Sherborne de 10 hides à Bradford Abbas, dans le Dorset. Les moines s'engagent en contrepartie à chanter le psautier entier au nom du roi tous les 1er novembre.               |
| 26 janvier 933 | S 423         | Chippenham              | Don à l'abbaye de Sherborne de 5 ou 8 hides à Stalbridge Weston, dans le Dorset, aux mêmes conditions que la charte S 422.                                                                      |
| 28 mai 934 | S 425 (o)     | Winchester              | Don au minister Ælfwald de 12 hides à Derantune, probablement Durrington dans le Sussex. |
| 7 juin 934 | S 407         | Nottingham              | Don à Saint-Pierre d'York de terres dans l'Amounderness, un hundred du Lancashire. |
| 13 septembre 934 | S 426         | Buckingham              | Don au minister Æthelhelm de 15 hides à Kingtone, peut-être Kington St Michael dans le Wiltshire.                                                                                               |
| 21 décembre 935 | S 434         | Dorchester              | Don à l'abbaye de Malmesbury de 60 hides à Bremhill, dans le Wiltshire. |
| 21 décembre 935 | S 435         | Dorchester              | Don à l'abbaye de Malmesbury de 10 hides à Wootton, dans le Wiltshire. |
| (o) signale les chartes conservées dans leur version originale, celle rédigée par Æthelstan A lui-même. Les autres sont des copies ultérieures. |               |                         | |